# Carletonia panamensis
Carletonia panamensis är en stekelart som beskrevs av John M. Heraty 2002. Carletonia panamensis ingår i släktet Carletonia och familjen Eucharitidae.
Artens utbredningsområde är Panama. Inga underarter finns listade.